# Violette de Rivinus
Viola riviniana
Espèce
Classification phylogénétique
La Violette de Rivinus, ou Violette de Rivin (Viola riviniana), est une espèce de plantes à fleurs du genre Viola et de la famille des Violaceae. On la trouve en Eurasie et en Afrique. Elle ne doit pas être confondue avec la Violette des bois (Viola reichenbachiana) ou la Violette des chiens (Viola canina).

## Dénomination
Cette violette a été nommée en référence au Dr Rivinus, un botaniste allemand du 17e, par Heinrich Reichenbach, un botaniste du XIXe siècle de même nationalité.

## Description
C’est une plante herbacée vivace des milieux boisés, sous-bois et lisières qui croît bien au pied des haies. Elle se retrouve dans toutes sortes de sols surtout en milieu acide  et humide. Sa floraison s’étale d’avril à juin selon les conditions du milieu où elle pousse.

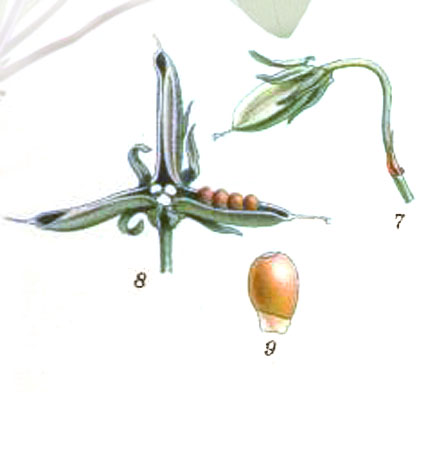

Les feuilles de cette violette sont en forme de cœur à dentelure arrondie et en général glabres disposées en rosette. L’appareil floral est muni de deux bractées délicates, six sépales lancéolés lobés à la base et cinq pétales qui se chevauchent et se terminent à l’arrière dans un éperon unique droit et assez fin ce qui la différencie de la violette des bois (Viola reichenbachiana) à éperon massif. L'éperon de la Violette de Rivin est plus clair que les pétales et ses limbes foliaires sont aussi longs que larges.

## Reproduction mode 1
Au printemps, les anthères produisent un pollen d’un jaune vif en contraste avec les pétales d’un bleu soutenu qui tourne au blanc bleuté vers le centre de la fleur et son éperon. Les pétales et de manière plus marquée le pétale inférieur, portent des nervures d’une teinte contrastante à la manière des autres violettes, de certains iris ou plusieurs orchidées et dans le même but, soit d’attirer les insectes butineurs comme l’abeille et assurer la pollinisation, tout en récompensant ceux-ci du nectar sécrété au sein de l’éperon.

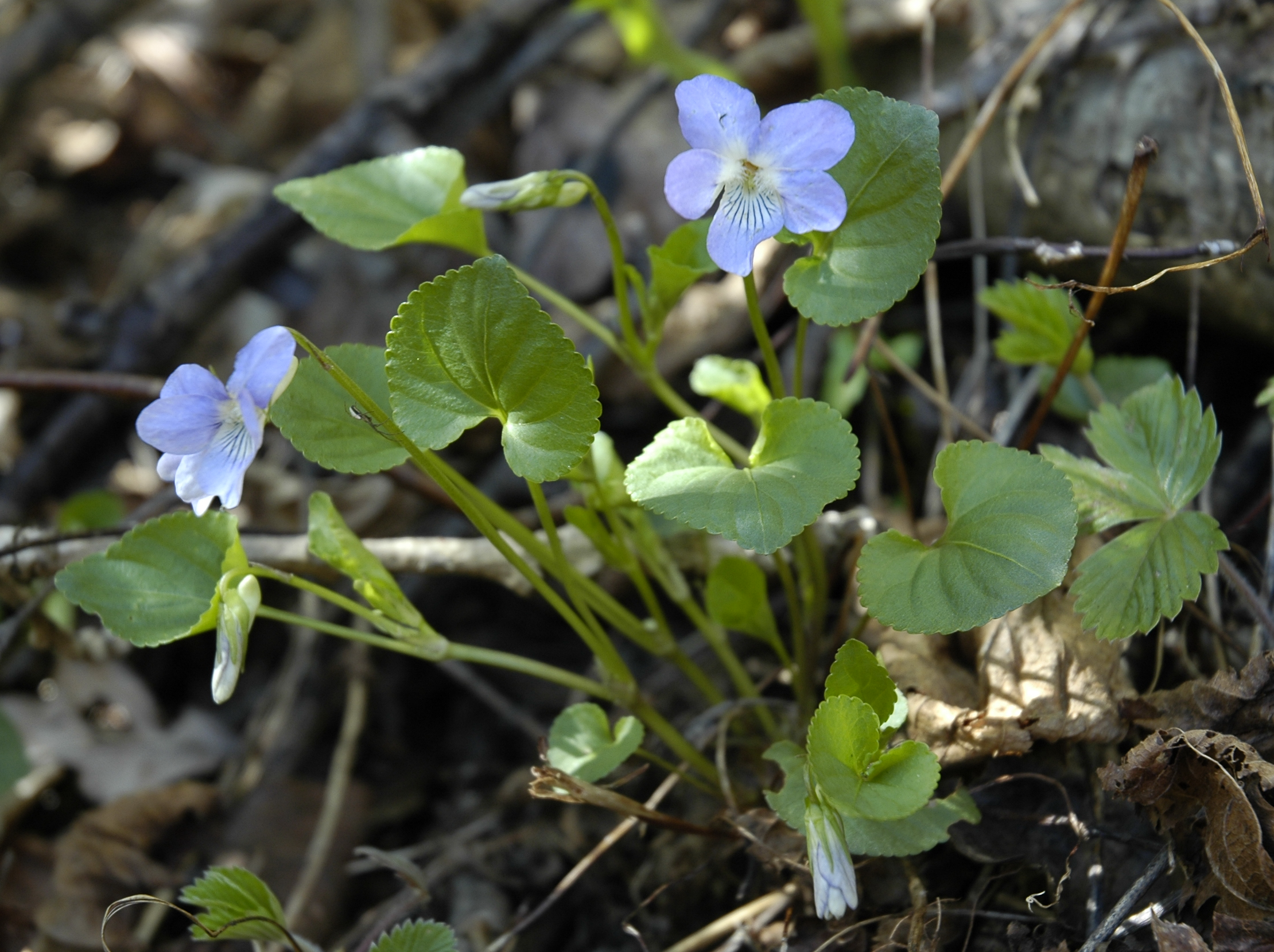
Viola riviniana dans la pénombre d’un sous-bois

Lorsque la fleur est fertilisée, l’éperon se divise en trois pour révéler les semences en forme d’œuf. On trouve parfois des stipules à la base du plant.

## Reproduction mode 2
Au milieu de l'été, apparaissent des fleurs, vertes, minuscules, autofécondes qui ne s'épanouissent jamais et qui contiennent les ovaires et les anthères dont le pollen germe directement sur le pistil. S'ensuit la formation d'un réceptacle contenant environ 30 graines. A maturité, celui-ci s'ouvre en trois parties et expulse violemment les graines jusqu'à 1 mètre du pied. 

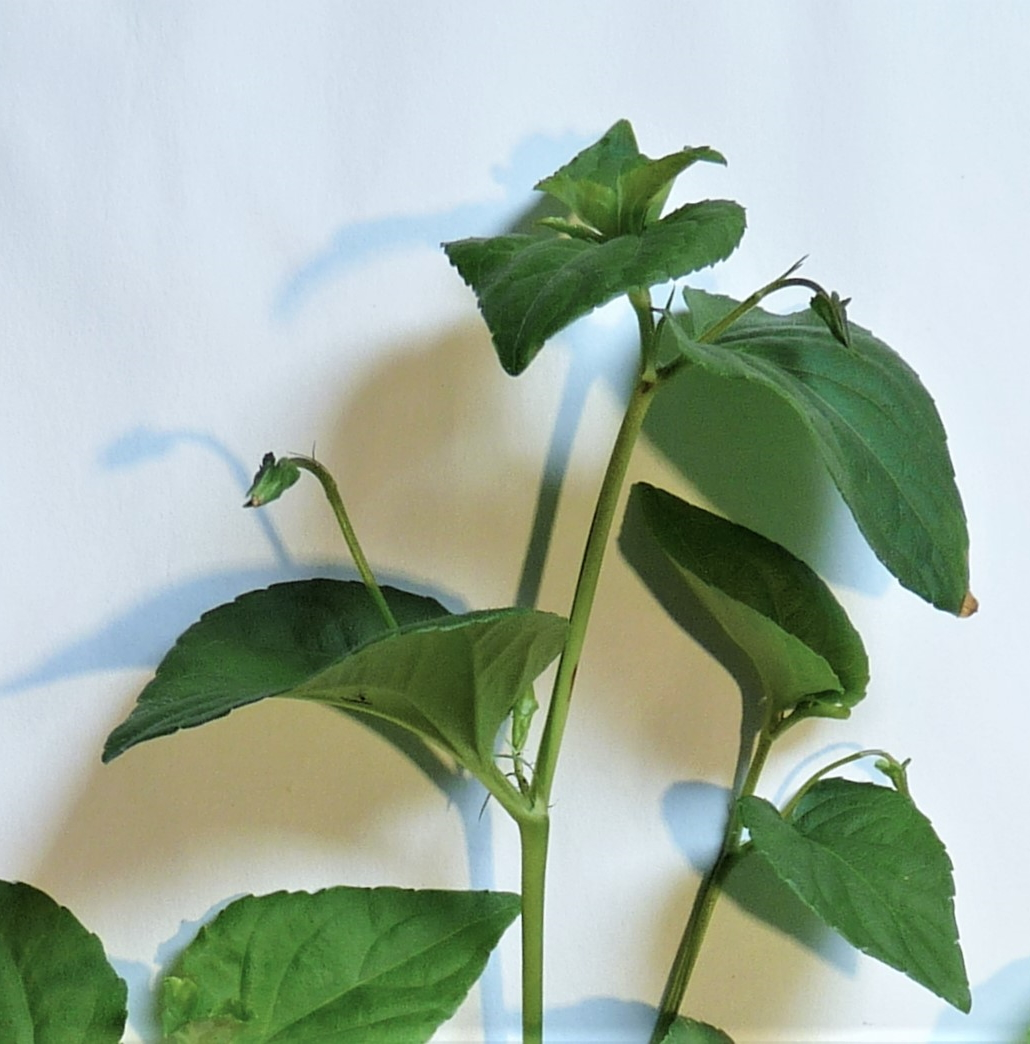
Trois fleurs cléistogames.

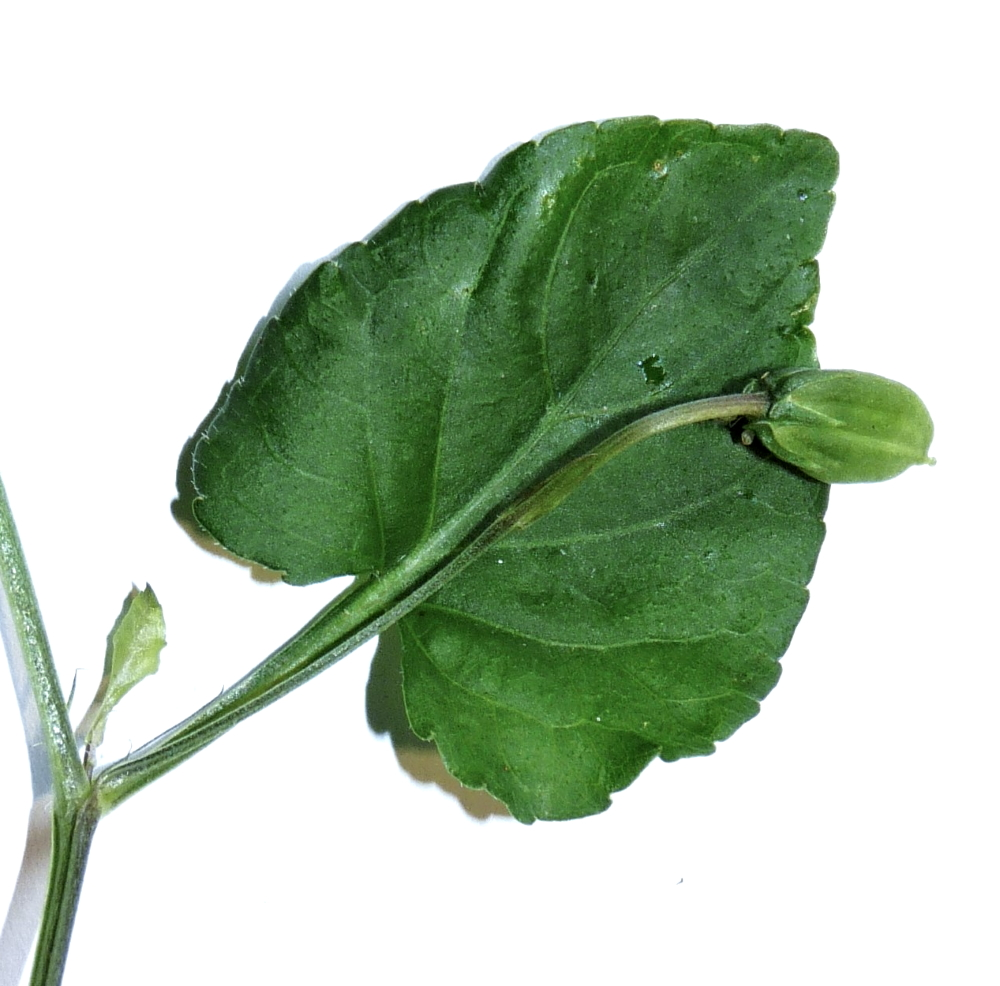
Réceptacle contenant les graines.

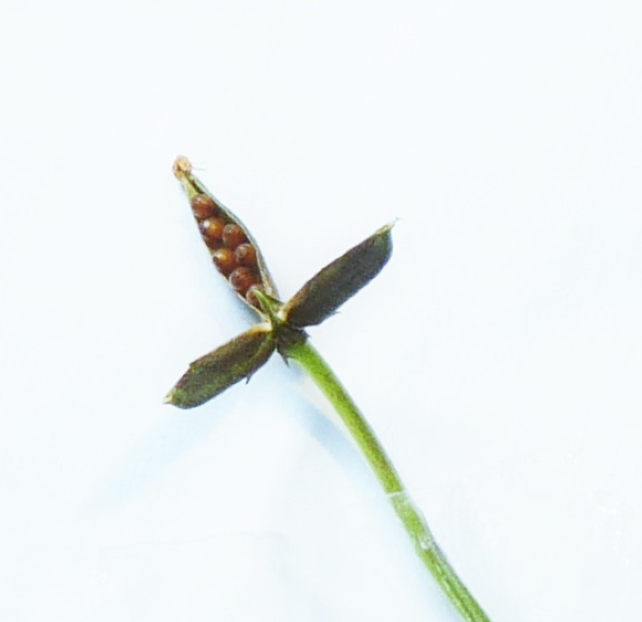
Au moment de la dispersion des graines (éclaïosome).

## Hybrides
Viola riviniana peut s'hybrider avec Viola reichenbachiana, ce qui donne  Viola × bavarica.

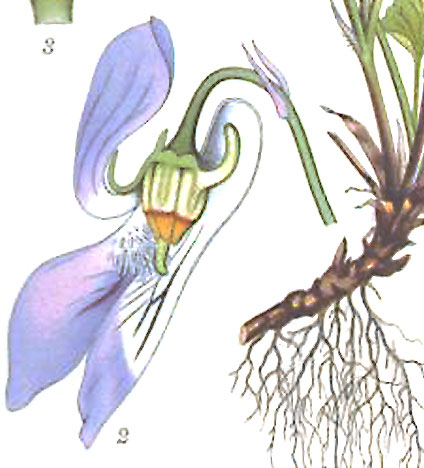
Détail de la fleur disséquée et son éperon.

## Plante hôte
La violette de Rivinus, plus encore que les autres Viola, est la plante hôte des chenilles de plusieurs papillons : le Grand collier argenté (Boloria euphrosyne), le Petit collier argenté (Boloria selene), la Petite violette (Boloria dia), le Moyen nacré (Fabriciana adippe), le Tabac d'Espagne (Argynnis paphia), et le Grand nacré (Speyeria aglaja).

### Taxonomie
- (en) NCBI : Viola riviniana (taxons inclus)
- (en) GRIN : espèce Viola riviniana Rchb.